# Les Mutinés de l'Elseneur
Pour les articles homonymes, voir Mutiny et Les Mutinés de l'Elseneur (homonymie).
Les Mutinés de l'Elseneur ou Les Mutinés de l'Elsinore (The Mutiny of the Elsinore) est un roman de l'écrivain américain Jack London publié aux États-Unis en 1914.
Ce roman est inspiré du voyage fait par l'auteur de Baltimore à la Californie via le Cap Horn à bord du Dirigo, en 1912, avec sa fille. Le Dirigo était l'un des derniers grands voiliers de commerce qui ralliaient encore la Californie en faisant le « grand tour ». Jack London revenait à peine d'une grave dépression éthylique au moment du voyage. 
Le personnage de De Casseres affiche des idéaux nihilistes proches de ceux du philosophe français Jules de Gaultier et est inspiré de l'ami de longue de date de Jack London, le journaliste Benjamin De Casseres.

## Résumé
John Pathurst, un dandy new-yorkais en mal de divertissement, embarque en mars 1913 comme simple passager sur l'Elseneur, un trois-mâts qui transporte du charbon de Baltimore à Seattle en passant par le redoutable Cap Horn. Il est le narrateur du récit. L'Elseneur est commandé par Nathaniel West, homme distant et hautain, capitaine légendaire sorti de sa retraite pour l'occasion à la demande de l'armateur. Son second est M. Pike, une force de la nature qui approche toutefois des soixante-dix ans, aussi compétent qu'impitoyable envers les marins. L'autre officier de pont est M. Mellaire, un personnage fuyant qui cache un lourd secret. Margaret, la fille adulte du capitaine West, est également du voyage.
L'équipage, recruté tant bien que mal à une époque où la vapeur a déjà pris l'ascendant sur la voile, n'est qu'un ramassis de repris de justice, terriens sans expérience, et autres personnages douteux. Le malaise s'installe dès les premières semaines alors que le capitaine West n'intervient quasiment pas dans la marche du navire et que M. Pike prépare à la cravache les marins à affronter le Horn. Quand un coup de vent soudain met l'Elseneur en danger, le capitaine démontre son talent et son autorité naturelle en quelques ordres précis qui sauvent la situation. Vient ensuite le Cap Horn, que l'Elseneur franchit péniblement au prix d'un accident mortel. Peu après, le capitaine West décède d'une crise cardiaque et M. Pike prend le commandement.
Le drame éclate lors d'un incident de manœuvre qui révèle à M. Pike le secret de M. Mellaire. Une lutte à mort s'engage entre les deux hommes et dégénère en mutinerie. La suite des événements révélera
Pathurst à lui-même, à la manière d'un autre roman de Jack London, Le Loup des mers (1904).
Le narrateur et, dans une moindre mesure, Margaret West expriment des considérations sur l'humanité, les races, et la société que l'on peut  classer à l'extrême droite, en contraste avec les opinions politiques de l'auteur, plutôt marquées de socialisme.

## Traductions en français
- Les Mutinés de l'Elsinore, traduit par Fanny Guillemet, Attinger Frères, Neuchâtel, sd [1919] (48 chapitres)[réf. nécessaire]
- Les Mutinés de l'Elseneur, traduit par Paul Gruyer et Louis Postif, coll. « Aventures », éd. Georges Crès et Cie, Paris, juin 1930[1] (37 chapitres contre 50 dans l'original)

## Adaptations au cinéma
- 1920 : Les Mutinés de l'Elsinore (The Mutiny of the Elsinore), film muet américain d'Edward Sloman avec Mitchell Lewis, Helen Ferguson et Noah Beery Jr.[6].
- 1936 : Les Mutinés de l'Elsinore, film français de Pierre Chenal, avec Jean Murat, Winna Winifried et André Berley[7].
- 1937 : The Mutiny of the Elsinore (en), film britannique de Roy Lockwood (en), avec Paul Lukas, Lyn Harding et Kathleen Kelly[8].